# Kormickia cylindrica
Kormickia cylindrica là một loài rêu trong họ Pallaviciniaceae. Loài này được Stephani mô tả khoa học đầu tiên năm 1917.
Danh pháp khoa học của loài này chưa được làm sáng tỏ. 